# Turquestein-Blancrupt
Turquestein-Blancrupt est une commune française située dans le département de la Moselle, en région Grand Est.
Cette commune se trouve dans la région historique de Lorraine et fait partie du pays de Sarrebourg.

## Géographie
Turquestein-Blancrupt est une commune forestière qui occupe la vallée de la Sarre blanche, aussi appelée Blancrupt, au pied du Donon.
La commune se situe à la limite entre la Moselle, la Meurthe-et-Moselle et le Bas-Rhin.

### Hameaux
La commune est constituée de plusieurs hameaux et lieux-dits qui s'étendent sur une douzaine de kilomètres de long :
- le Pâquis
- le Petit Blancrupt (ou Chaude Poêle)
- la Fange
- Ricarville
- Turquestein
- le Kiboki
- le Storindal
- la Cense Manée

### Communes limitrophes
| Lafrimbolle                      | Métairies-Saint-Quirin   |              |
| Bertrambois (Meurthe-et-Moselle) | Turquestein-Blancrupt    | Saint-Quirin |
|                                  | Grandfontaine (Bas-Rhin) |              |

### Hydrographie
La commune est située dans le bassin versant du Rhin au sein du bassin Rhin-Meuse. Elle est drainée par la Sarre, le ruisseau de Chatillon, le ruisseau Basse de la Verrerie, le ruisseau Basse de le ru des Dames, le ruisseau Basse d'Enfer, le ruisseau Basse du Bœuf, le ruisseau Basse du Houzard et le ruisseau Basse Leonard.
La Sarre, d'une longueur totale de 129,2 km, est un affluent de la Moselle et donc un sous-affluent du Rhin, qui coule en Lorraine, en Alsace bossue et dans les Länder allemands de la Sarre (Saarland) et de Rhénanie-Palatinat (Rheinland-Pfalz).
Le ruisseau de Chatillon, d'une longueur totale de 14,5 km, prend sa source dans la commune de Grandfontaine et se jette  dans la Vezouze à Cirey-sur-Vezouze, après avoir traversé cinq communes.

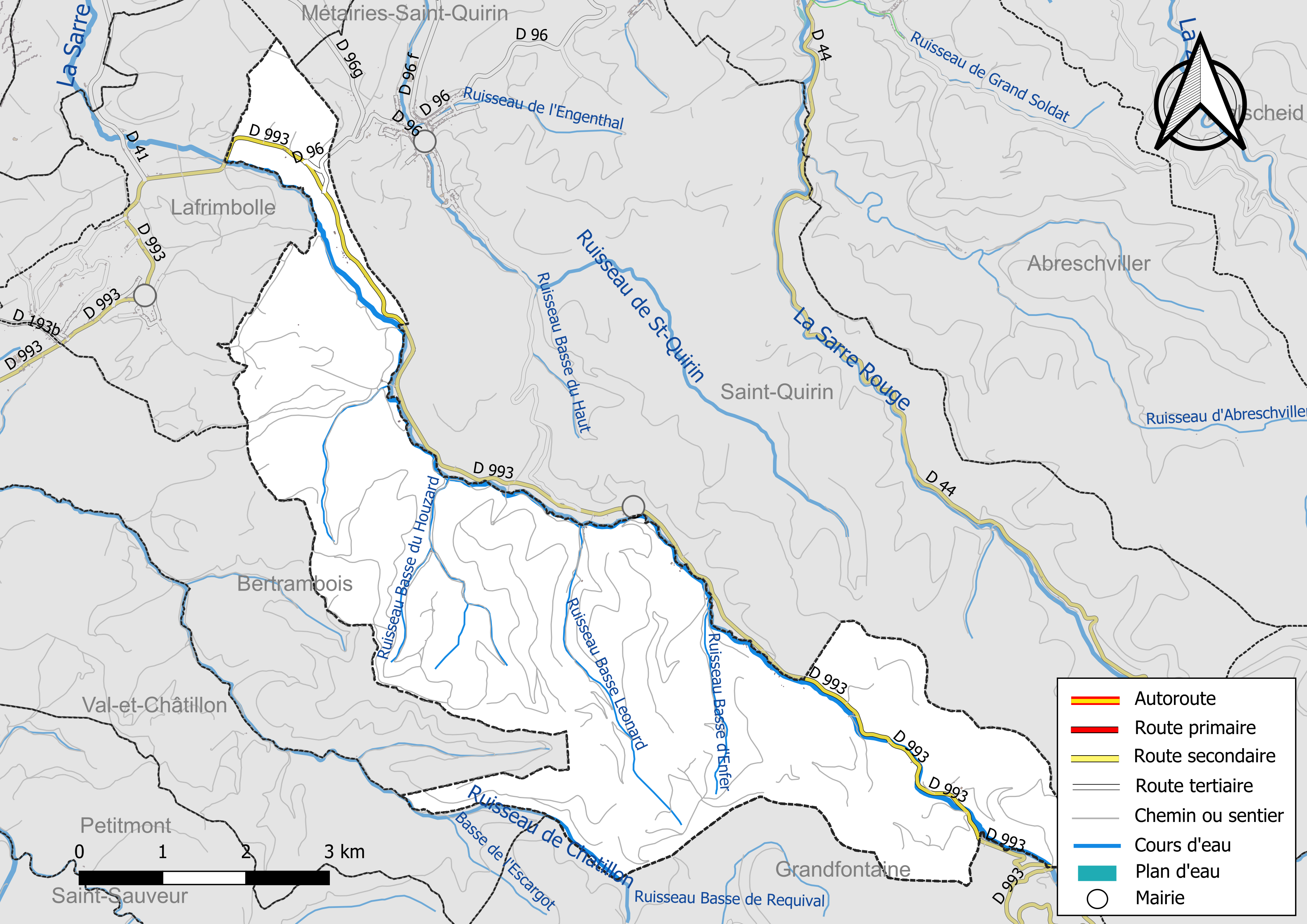
Réseaux hydrographique et routier de Turquestein-Blancrupt.

La qualité des eaux des principaux cours d’eau de la commune, notamment de la Sarre et du ruisseau de Chatillon, peut être consultée sur un site spécial géré par les agences de l’eau et l’Agence française pour la biodiversité. Ainsi en 2020, dernière année d'évaluation disponible en 2022, l'état écologique de la Sarre était jugé moyen (jaune).

### Climat
Pour des articles plus généraux, voir Climat du Grand Est et Climat de la Moselle.
En 2010, le climat de la commune est de type climat de montagne, selon une étude du Centre national de la recherche scientifique s'appuyant sur une série de données couvrant la période 1971-2000. En 2020, Météo-France publie une typologie des climats de la France métropolitaine dans laquelle la commune est exposée à un climat semi-continental et est dans la région climatique  Vosges, caractérisée par une pluviométrie très élevée (1 500 à 2 000 mm/an) en toutes saisons et un hiver rude (moins de 1 °C). 
Pour la période 1971-2000, la température annuelle moyenne est de 9,4 °C, avec une amplitude thermique annuelle de 16,5 °C. Le cumul annuel moyen de précipitations est de 1 184 mm, avec 12,9 jours de précipitations en janvier et 10,9 jours en juillet. Pour la période 1991-2020, la température moyenne annuelle observée sur la station météorologique de Météo-France la plus proche, « Turquestein-blancrupt_sapc », sur la commune de Saint-Quirin à 5 km à vol d'oiseau, est de 10,2 °C et le cumul annuel moyen de précipitations est de 1 091,5 mm. 
La température maximale relevée sur cette station est de 38,3 °C, atteinte le 7 août 2015 ; la température minimale est de −18,4 °C, atteinte le 12 février 2012,,. 
Les paramètres climatiques de la commune ont été estimés pour le milieu du siècle (2041-2070) selon différents scénarios d'émission de gaz à effet de serre à partir des nouvelles projections climatiques de référence DRIAS-2020. Ils sont consultables sur un site spécial publié par Météo-France en novembre 2022.

## Urbanisme

### Typologie
Au 1er janvier 2024, Turquestein-Blancrupt est catégorisée commune rurale à habitat très dispersé, selon la nouvelle grille communale de densité à sept niveaux définie par l'Insee en 2022.
Elle est située hors unité urbaine et hors attraction des villes,.

### Occupation des sols
L'occupation des sols de la commune, telle qu'elle ressort de la base de données européenne d’occupation biophysique des sols Corine Land Cover (CLC), est marquée par l'importance des forêts et milieux semi-naturels (97,6 % en 2018), en diminution par rapport à 1990 (99,1 %). La répartition détaillée en 2018 est la suivante : 
forêts (90,5 %), milieux à végétation arbustive et/ou herbacée (7,1 %), zones agricoles hétérogènes (2 %), prairies (0,5 %). L'évolution de l’occupation des sols de la commune et de ses infrastructures peut être observée sur les différentes représentations cartographiques du territoire : la carte de Cassini (XVIIIe siècle), la carte d'état-major (1820-1866) et les cartes ou photos aériennes de l'IGN pour la période actuelle (1950 à aujourd'hui).

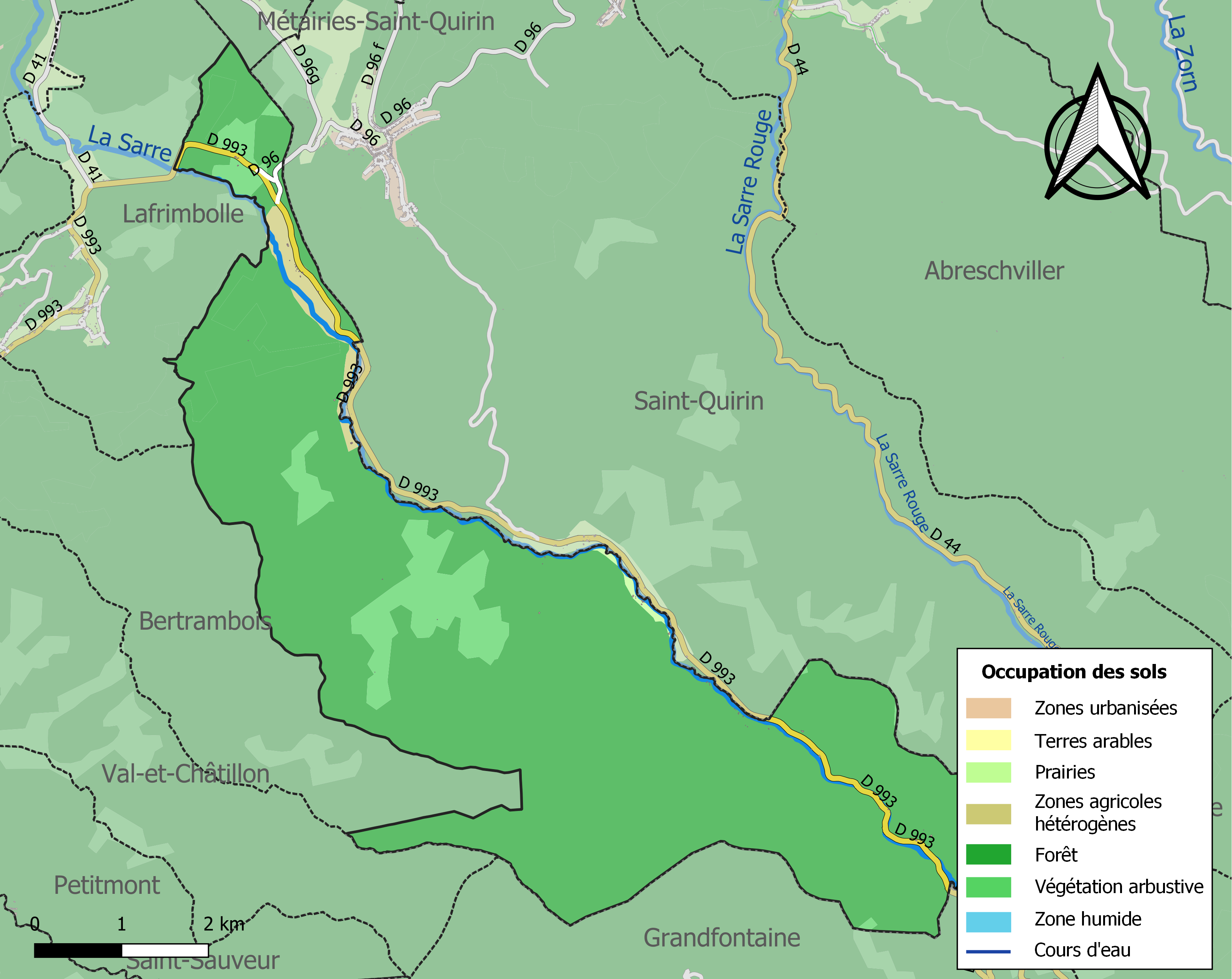
Carte des infrastructures et de l'occupation des sols de la commune en 2018 (CLC).

## Toponymie

### Mentions anciennes
Le nom de la commune est attesté sous les formes, : Bencelinus de Truchstein (1124, nom de personne), Durchelstein (1126), Truclisten (1128), Turchestein (1135), Turkestein ou Turcestein (1157), Turchesten et Durchestein (1186, chapitre de l'abbaye de la Haute-Seille), Druchstein ou Druchetein (1200-1260, Chronique), La châtellenie de Turkenstein (1314), Turkestein (1324), Le chestel de Durkestein (1346), Durkestain (1350), Durquesteim (1352), Dursquestain (1422, fiefs de Blâmont), Turckstein (1490), Durkelstein (XVe siècle, obituaire de la collégiale de Sarrebourg), Tricquestain (1534, chapitre de l'abbaye de la Haute-Seille), Terkestain (1561), Turquestein (1566), Durckstein (1589, domaine de Phalsbourg), Turquestain (1667, compte du domaine de Turquestein), Les Métairies-de-Turquestein (1719), cense de Turquestin (1756, département de Metz), Turquestin (1793), Türkstein (1871-1918), Turquestein-Blancrupt (1961).

### Étymologie
D'après le toponymiste Ernest Nègre, il s'agit d'un nom de personne germanique Truogo, suivi du germanique stein (pierre/rocher). Le [qu] de Turquestein est apparu par romanisation ou francisation du toponyme.

## Politique et administration
| Période                                  | Période   | Identité     | Étiquette | Qualité |
| ---------------------------------------- | --------- | ------------ | --------- | ------- |
| Les données manquantes sont à compléter. |           |              |           |         |
| mars 1995                                | mars 2008 | Roland Muntz |           |         |
| mars 2008                                | En cours  | Michel André |           |         |

Turquestein-Blancrupt est l'une des seules communes françaises avec Demi-Quartier (Haute-Savoie) ; Taillepied (Manche) ; Château-Chinon (Campagne) (Nièvre) ; Pourcharesses (Lozère) ; Le Malzieu-Forain (Lozère) ; Rouvres-sous-Meilly (Côte-d'Or) et Le Plessis-Patte-d'Oie (Oise) dont la mairie est située dans une autre commune : elle se situe sur le ban communal de Saint-Quirin.

## Démographie
L'évolution du nombre d'habitants est connue à travers les recensements de la population effectués dans la commune depuis 1793. Pour les communes de moins de 10 000 habitants, une enquête de recensement portant sur toute la population est réalisée tous les cinq ans, les populations de référence des années intermédiaires étant quant à elles estimées par interpolation ou extrapolation. Pour la commune, le premier recensement exhaustif entrant dans le cadre du nouveau dispositif a été réalisé en 2008.

En 2022, la commune comptait 11 habitants, en évolution de −31,25 % par rapport à 2016 (Moselle : +0,52 %, France hors Mayotte : +2,11 %).
| 1793 | 1800 | 1806 | 1821 | 1831 | 1836 | 1841 | 1846 | 1851 |
| ---- | ---- | ---- | ---- | ---- | ---- | ---- | ---- | ---- |
| 86   | 67   | 62   | 89   | 101  | 150  | 145  | 136  | 150  |

| 1856 | 1861 | 1871 | 1875 | 1880 | 1885 | 1890 | 1895 | 1900 |
| ---- | ---- | ---- | ---- | ---- | ---- | ---- | ---- | ---- |
| 144  | 159  | 141  | 128  | 132  | 149  | 93   | 95   | 113  |

| 1905 | 1910 | 1921 | 1926 | 1931 | 1936 | 1946 | 1954 | 1962 |
| ---- | ---- | ---- | ---- | ---- | ---- | ---- | ---- | ---- |
| 139  | 94   | 66   | 70   | 58   | 61   | 53   | 54   | 52   |

| 1968 | 1975 | 1982 | 1990 | 1999 | 2006 | 2008 | 2013 | 2018 |
| ---- | ---- | ---- | ---- | ---- | ---- | ---- | ---- | ---- |
| 29   | 22   | 25   | 22   | 21   | 22   | 22   | 16   | 12   |

| 2022 | - | - | - | - | - | - | - | - |
| ---- | - | - | - | - | - | - | - | - |
| 11   | - | - | - | - | - | - | - | - |

## Culture locale et patrimoine

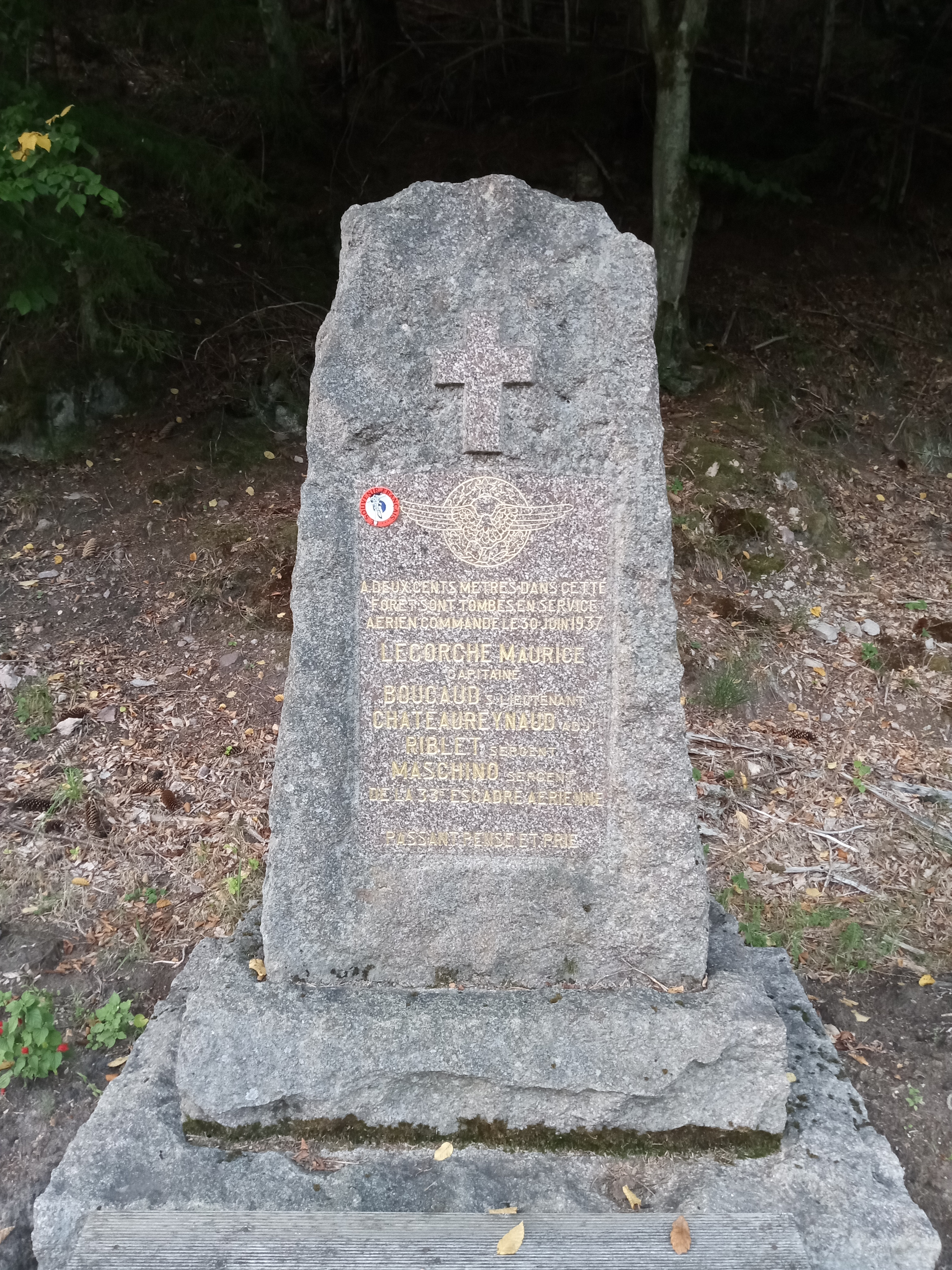
Stèle des Aviateurs.

### Lieux et monuments
- château de Turquestein ; datant du Xe siècle et sis sur un grand rocher à 460 mètres d'altitude ;
- la Roche des Fées (468 mètres) ;
- les Trois Pierres (546 mètres - monolithes) ;
- le Mirguet (577 mètres) ;
- le Petit Nid d'Oiseaux (657 mètres) ;
- le Grand Nid d'Oiseaux (714 mètres) ;
- le grand chemin d'Allemagne, voie romaine et ancienne frontière entre l'Empire allemand et la France.

#### Édifices religieux
- Chapelle Notre-Dame-de-la-Délivrance, restaurée en 1895 par madame Clémence Jeanpierre. La statue de Notre-Dame-de-la-Délivrance, en bois, se trouve au presbytère de Saint-Quirin. Chapelle qui témoigne de l'ancienneté et de la vivacité de la dévotion à Notre-Dame de la Délivrance à cet endroit.
- Oratoire de Notre-Dame-de-la-Délivrance, sur la route du Donon.

### Héraldique
| Blason de Turquestein-Blancrupt | Blason  | Coupé au 1 parti d'or à la bande de gueules chargée de trois alérions d'argent et d'azur à trois fleurs de lys d'or ; au 2 d'or à l'étoile à six rais de gueules à la bordure du même. |
| Blason de Turquestein-Blancrupt | Détails | Le statut officiel du blason reste à déterminer. |